# Holcocephala nitida
Holcocephala nitida là một loài ruồi trong họ Asilidae. Holcocephala nitida được Wiedemann miêu tả năm 1830.